# Razonamiento
En sentido amplio, se entiende por razonamiento a la facultad que permite resolver problemas, extraer conclusiones y aprender de manera consciente de los hechos, estableciendo conexiones causales y lógicas necesarias entre ellos. En sentido más restringido se puede hablar de diferentes tipos de razonamiento:
- El razonamiento argumentativo en tanto actividad mental se corresponde con la actividad lingüística de argumentar. En otras palabras, un argumento es la expresión lingüística de un razonamiento.
- El razonamiento lógico o causal es un proceso de lógica mediante el cual, partiendo de uno o más juicios, se deriva la validez, la posibilidad o la falsedad de otro juicio distinto. El estudio de los argumentos corresponde a la lógica, de modo que a ella también le corresponde indirectamente el estudio del razonamiento. Por lo general, los juicios en que se basa un razonamiento expresan conocimientos ya adquiridos o, por lo menos, postulados como hipótesis.[1] Es posible distinguir entre varios tipos de razonamiento lógico. Por ejemplo el razonamiento deductivo (estrictamente lógico), el razonamiento inductivo (donde interviene la probabilidad y la formulación de conjeturas) y razonamiento abductivo, otros.

### Razonamiento hipotético-deductivo
Este tipo de razonamiento o pensamiento es la base del conocimiento científico y socialmente académico, siendo uno de los que más se mide a la realidad y a la comprobación de las premisas que se establecen con base en la observación.
Se parte de la observación de la realidad de una serie de casos particulares para generar una hipótesis, de la cual a su vez se deducirán posibles consecuencias o interpretaciones de lo observado. Estas, a su vez, deberán ser falsables y contrastarse empíricamente para comprobar su veracidad.
Este tipo de razonamiento es considerado como uno de los más complejos e intelectuales  (Piaget, por ejemplo, lo asocia al último estadio de desarrollo y lo considera típicamente adulto a pesar de que muchos adultos pueden llegar a no poseerlo).
Ello no quiere decir necesariamente que siempre se den con resultados válidos, siendo un tipo de razonamiento que también es sensible a los sesgos. Un ejemplo de este tipo de razonamiento lo podemos encontrar por ejemplo en el descubrimiento de la penicilina y su transformación en un antibiótico.

## Razonamiento lógico
En un sentido restringido, se llama razonamiento lógico al proceso mental de realizar una inferencia de una conclusión a partir de un conjunto de premisas. La conclusión puede no ser una consecuencia lógica de las premisas y aun así dar lugar a un razonamiento, ya que un mal razonamiento aún es un razonamiento en sentido amplio, no en el sentido de la lógica.
Los razonamientos pueden ser válidos (correctos) o no válidos (incorrectos) dando por todo.
En general, se considera válido un razonamiento cuando sus premisas ofrecen soporte suficiente a su conclusión. Puede discutirse el significado de "soporte suficiente", aunque cuando se trata de un razonamiento no deductivo no podemos hablar de validez sino de "fortaleza" o "debilidad" del razonamiento dependiendo de la solidez de las premisas, la conclusión podrá ser más o menos probable pero jamás necesaria, solo es aplicable el término "válido" a razonamientos del tipo deductivo. En el caso del razonamiento deductivo, el razonamiento es válido cuando la verdad de las premisas implica necesariamente la verdad de la conclusión.
Los razonamientos no válidos que, sin embargo, parecen serlo, se denominan falacias.
El razonamiento nos permite ampliar nuestros conocimientos sin tener que apelar a la experiencia. También sirve para justificar o aportar razones en favor de lo que conocemos o creemos conocer. En algunos casos, como en las matemáticas, el razonamiento nos permite demostrar lo que sabemos.
El término razonamiento es el punto de separación entre el instinto y el pensamiento, el instinto es la reacción de cualquier ser vivo. Por otro lado el razonar nos hace analizar, y desarrollar un criterio propio, el razonar es a su vez la separación entre un ser vivo y el humano.

### Razonamiento matemático
El razonamiento matemático puede referirse tanto al razonamiento formal como al razonamiento no estrictamente formal usado para demostrar proposiciones y teoremas matemáticos. Generalmente la mayor parte de textos sobre matemáticas no usan pruebas puramente formales en que los resultados se derivan directamente de axiomas, ya que son poco intuitivas y difíciles de comprobar, por el contrario usan términos derivados y definiciones así como construcciones informales y usan frecuentemente la reductio ad absurdum y el principio del tertium exclusum. En la actualidad, las demostraciones matemáticas complejas requieren a veces meses completos de verificación, así sucedió por ejemplo la demostración del Último teorema de Fermat por parte de Andrew Wiles (la primera demostración de 1993 que ofreció al ser revisada resultó ser incorrecta en algunos detalles que fueron enmendados en 1995).

## Razonamiento no lógico
El razonamiento no lógico o informal, el cual no solo se basa en premisas con una única alternativa correcta (razonamiento lógico-formal, el descrito anteriormente), sino que es más amplio en cuanto a soluciones, basándose en la experiencia y en el contexto. Los niveles educativos más altos suelen usar el razonamiento lógico, aunque no es excluyente. Algunos autores llaman a este tipo de razonamiento argumentación. Como ejemplo para ilustrar estos dos tipos de razonamiento, podemos situarnos en el caso de una clasificación de alimentos, el de tipo lógico-formal los ordenará por verduras, carnes, pescados, fruta, etc. en cambio el tipo informal lo hará según lo ordene en el frigorífico, según lo vaya tomando de la tienda, etc.
En este razonamiento se generaliza para todos los elementos de un conjunto la propiedad observada en un número finito de casos. Ahora bien, la verdad de las premisas (10 000 observaciones favorables) no convierte en verdadera la conclusión, ya que en cualquier momento podría aparecer una excepción. De ahí que la conclusión de un razonamiento inductivo solo pueda considerarse probable y, de hecho, la información que obtenemos por medio de esta modalidad de razonamiento es siempre una información incierta y discutible. El razonamiento solo es una síntesis incompleta de todas las premisas.
En un razonamiento inductivo válido, por lo tanto, es posible afirmar las premisas y, simultáneamente, negar la conclusión sin contradecirse. Acertar en la conclusión será una cuestión de probabilidades  reales.

### Razonamiento clínico
Razonamiento clínico es el término usado para describir el proceso de inferencia que los clínicos expertos llevan a cabo para resolver un problema médico. En la medicina actual se acepta que el razonamiento clínico es un componente central de las competencia del médico y algunos lo definen como “el proceso por el cual los médicos encausan su pensamiento hacia un diagnóstico probable”. Se le considera una mezcla entre el razonamiento hipotético-deductivo y el reconocimiento de “patrones” clínicos.

### Razonamiento farmacológico
Se acepta que el razonamiento farmacológico constituye el fundamento del uso racional de los fármacos en la prevención, diagnóstico y tratamiento de las enfermedades.

## Razonamiento en psicología

### Las ideas
Son objetos mentales que nacen de la dinámica entre el medio exterior y el sistema cerebral interno. Gracias a estos estímulos externos, percibidos por cualquiera de las vías inteligentes, se activa la razón. Esta trata de discernir las propiedades de cada objeto ideal y de discernir las relaciones entre las distintas ideas sobre la base de la necesidad del propio individuo, los datos externos memorizados y los recuerdos naturales. Todo ello da forma al razonamiento.

## Estadística inferencial
Los razonamientos llevan a hipótesis esperables de los datos empíricos, no siempre resulta inmediato de unos datos decidir si corroboran o desmienten cierto razonamiento. Cuando el razonamiento es suficientemente concreto para hacer una predicción cuantitativa existe la posibilidad de tomar datos empíricos y someterlos a tests estadísticos para decidir si dichos datos confirman o desmienten una cierta hipótesis deducida mediante razonamiento. El proceso de decisión no siempre es un proceso estrictamente lógico, ya que por ejemplo la existencia de correlación no implica causalidad, y pueden existir "incoherencias" (si A está correlacionado con B y B está correlacionado con C, no necesariamente A está correlacionado con C).